# Раич, Семён Егорович
Семён Его́рович Ра́ич (настоящая фамилия Амфитеа́тров; 15 [26] сентября 1792, село Высокое, Орловское наместничество — 28 октября [9 ноября] 1855, Москва) — русский педагог, поэт, знаток и переводчик античной и итальянской поэзии. Учитель Ф. Тютчева, М. Лермонтова. По характеристике М. Гаспарова, «был видной, хотя и запоздалой фигурой русского предромантизма».

## Биография
Родился 15 (26) сентября 1792 года в селе Высокое Кромского уезда в семье приходского священника местной Покровской церкви Егора (Георгия) Никитича Амфитеатрова. В семь лет остался сиротой. В 1802 году был отдан в Орловскую духовную семинарию (находившуюся в Севске), где в то время преподавал его старший брат Фёдор Амфитеатров (будущий Филарет, митрополит Киевский и Галицкий). По окончании семинарии не стал принимать сан, а захотел продолжить образование в Московском университете. Видимо, в это же время сменил фамилию на Раич. В 1815—1818 годах прошёл вольнослушателем полный курс по этико-политическому отделению и завершил его кандидатом юридического факультета. В 1822 году дополнительно окончил словесное отделение и 24 октября 1822 года, защитив в Московском университете магистерскую диссертацию на тему: «Рассуждение о дидактической поэзии», получил степень магистра словесных наук. С окончания семинарии зарабатывал на жизнь и учёбу частной педагогической практикой, служил домашним учителем у А. Н. Надоржинской, Н. Н. Шереметьевой, Ф. И. Тютчева, Е. В. Сухово-Кобылиной (Евгении Тур) и др. «Мне как будто на роду написано было целую жизнь учиться и учить», — написал позднее Раич в автобиографии.
В конце 1810-х годов стал одним из основателей Общества громкого смеха. Среди членов общества были декабристы Ф. П. Шаховской, М. А. Фонвизин, А. Н. Муравьёв, пытавшиеся направить его деятельность в политическое русло. До 1821 года Семён Раич был членом Союза благоденствия. Однако, ввиду явной его непричастности к заговору, было высочайше повелено эту информацию «оставить без внимания». В октябре 1821 года стал членом-корреспондентом Вольного общества любителей российской словесности, спустя год — членом Общества любителей российской словесности при Московском университете. Около 1822 года (сведения о дате противоречивы) стал председателем литературного «Общества друзей» («Кружок Раича»).

В 1823 году под моим председательством составилось маленькое, скромное литературное общество… Члены этого общества были: М. А. Дмитриев, А. И. Писарев, М. П. Погодин, В. П. Титов, С. П. Шевырев, Д. П. Ознобишин, А. М. Кубарев, князь B. Ф. Одоевский, А. С. Норов, Ф. И. Тютчев, А. Н. Муравьев, C. Д. Полторацкий, В. И. Оболенский, М. А. Максимович, Г. Шаховской, Н. В. Путята и некоторые другие: одни из членов постоянно, другие временно посещали общество, собиравшееся у меня вечером по четвергам. Здесь читались и обсуждались по законам эстетики, которая была в ходу, сочинения членов и переводы с греческого, латинского, персидского, арабского, английского, итальянского, немецкого и редко французского языка.— Автобиография С. Е. Раича
Кружок был популярен, сюда заходили такие знаменитости как московский генерал‑губернатор Д. В. Голицын и поэт И. И. Дмитриев. Вскоре от этого кружка отпочковалось «Общество любомудрия».

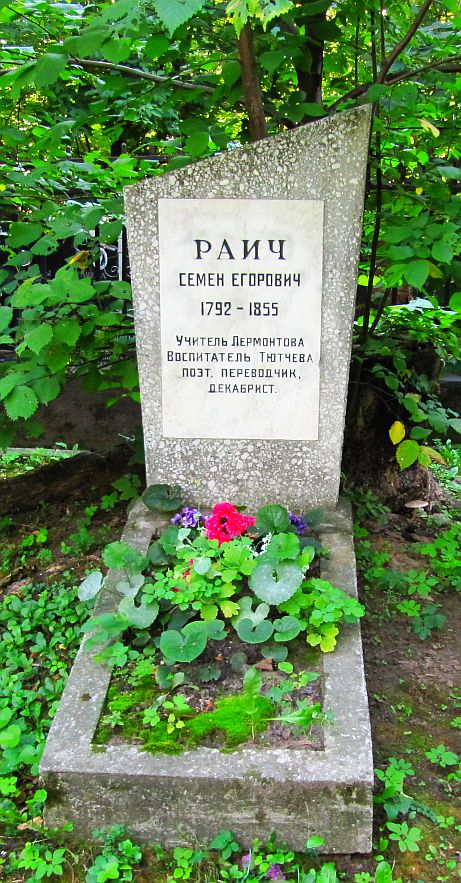
могила Семёна Егоровича на Пятницком кладбище Москвы (22 уч-к)

В Университетском благородном пансионе с 1827 до его закрытия в 1830 году Раич вёл занятия по практическим упражнениям в российской словесности. «Соображаясь с письменным уставом В. А. Жуковского, — вспоминал Раич, — открыл я для воспитанников Благородного пансиона Общество любителей отечественной словесности; каждую неделю, по субботам, собирались они в одном из куполов, служивших моею комнатою и пансионскою библиотекою». Собрания общества регулярно посещал Лермонтов.
В качестве издателя Раич выпустил альманахи «Новые Аониды» (1823), «Северная лира» (1827), журнал «Галатея» (1829—1830, 1839—1840), пару номеров журнала «Русский зритель». Возможно, участвовал в издании пансионского альманаха «Цефей» (1829).
В 1829 году женился на девятнадцатилетней обрусевшей француженке Терезе Андреевне Оливье (1810—?). В семье было пятеро детей: сын Вадим (1836—1907), дочери Надежда (1841—1903) и Софья (1846—?); две дочери умерли в младенчестве. Выдающийся юрист Петр Александров был его племянником.
Семён Раич скончался 28 октября (9 ноября) 1855 года в Москве, похоронен на Пятницком кладбище.

## Творчество
В октябре 1822 года Раич защитил диссертацию на звание магистра «Рассуждение о дидактической поэзии», в которой отстаивал тезис о равноправии «полезного и приятного» в поэзии. В его лирике, особенно ранней, сильны анакреонтические мотивы, воспевается наслаждение земными радостями. С другой стороны поэт придерживается эстетики романтизма. В его произведениях часто возникает тема конфликта толпы и одинокого художника-творца, характерными образами являются разбитый чёлн, сорванный перекати-поле, поющий в небе одинокий жаворонок. Как издатель Раич поддерживал поэтов-романтиков (Жуковского, Подолинского, Веневитинова, Тютчева и др.) и был сдержан по отношению к «редко отрешающемуся от материального» Пушкину. Для лучшей передачи чувств много и не всегда удачно экспериментировал с формой и метрикой стиха.
К концу жизни мировоззрение поэта постепенно меняется от эпикурейства к аскетизму. Он пишет поэму «Арета», которая, в некотором роде, представляет его духовную автобиографию. Поэма представляет собой масштабное повествование с авантюрным сюжетом о герое-язычнике, который путём страданий и долгих духовный исканий приходит к христианству и обретает счастье в простой деревенской жизни. Сцены античной жизни, преследования христиан представляли прозрачные аналогии с бытом и политическими событиями России 1820—1830 годов.
Раич публиковался во многих известнейших альманахах и журналах своего времени («Полярная звезда», «Мнемозина», «Северные цветы», «Урания», «Северная лира», «Московский телеграф», «Телескоп», «Галатея», «Сын отечества», «Москвитянин», «Атеней» и др.), но, за исключением «Ареты», самостоятельные, непереводные, произведения не выходили отдельными изданиями. В последние годы написал имевшую религиозный характер поэму «Райская птичка», которая осталась ненапечатанной.
У Лермонтова встречаются реминисценции из Раича: строки из посвящения к «Демону» (ред. 1829) «Я буду петь, пока поется» напоминают третью строфу «Прощальной песни в кругу друзей» Раича.
Стихотворения Семёна Раича («Перекати-поле», «Грусть на пиру», «Соловью», «Посетитель Чёрного моря» и др.) были положены на музыку композиторами А. Варламовым, Н. Титовым, Ф. Толстым, С. Растроповичем. Одно из самых известных произведений поэта — стихотворение «Друзьям» — стало студенческой песней, исполнявшейся под гитару вплоть до тридцатых годов XX века, и по словам Н. Гербеля, «облетело всю Россию».

## Переводы
Пересадивши в край родной

    С Феррарского Парнаса

Цветок Италии златой,

    Цветок прелестный Тасса,

Лелеял я как мог, как знал,

    Рукою не наемной,

И ни награды, ни похвал

    Не ждал за труд мой скромный;

А выжду, может быть - упрек

    От недруга и друга:

«В холодном Севере поблек

    Цветок прелестный Юга!»
— 1827.
В 1821 году Раич перевёл «Георгики» Вергилия. Латинский гекзаметр был передан рифмованным шестистопным ямбом. Рецензии были противоречивы. Бестужев-Марлинский в статье «Взгляд на старую и новую словесность в России» в «Полярной звезде» на 1823 год назвал его «достойным венка хвалы за близость к оригиналу и за верный звонкий язык», а Российская академия сочла перевод слишком вольным. Тем не менее за эту работу поэт был награждён серебряной медалью академии.
Начатый в 1821—1822 годах и опубликованный в четырёх томиках в 1828 году перевод «Освобожденного Иерусалима» Тассо Раич считал едва ли не основным своим достижением. Однако критических отзывов работа встретила больше, чем благожелательных. Поэт перевёл октавы оригинала с помощью двенадцатистишной балладной строфы с чередованием четырёхстопных и трёхстопных ямбических строф. Это приводило к монотонности ритма длинной поэмы. Раичу указывали на отступления от текста Тассо, на излишние красивости. Широкую известность приобрела строка, приписанная Раичу одним из рецензентов: «Вскипел Бульон, течет во храм». Но, как отмечал другой переводчик Тассо Орест Головнин (Р. Ф. Брандт) «Раич никогда не называет Готфрида Бульонского „Бульоном“, да и нет во всём Освобождённом Иерусалиме места, которое, даже при самой вольной передаче можно было бы перевести таким образом». Одной из задач своих переводов с итальянского Раич считал «опоэзение нашего языка», обогащение его «новыми пиитическими выражениями, оборотами, словами, картинами». С той же целью он поощрял своего друга Д. П. Ознобишина к переводам с языков восточных.
Также балладной строфой Раич переводил октавы «Неистового Роланда» Ариосто. Перевод публиковался по частям (в 1831, 1833 и 1837 годах), не встретил одобрения читателей и не был завершён. Всего из сорока шести песен было переведено двадцать шесть (опубликовано пятнадцать). За переводы Ариосто и Тассо императрицей были пожалованы Раичу бриллиантовые перстни.

## Адреса в Москве
- 1840-е — Протопоповский переулок, д. 10 (перестроен)[7].

## Память
- В сентябре 2003 года на территории школы бывшего села Рай-Высокое был открыт бюст С. Е. Раичу[8].